# Panaxia similis
Panaxia similis är en fjärilsart som beskrevs av F.Moore 1879. Panaxia similis ingår i släktet Panaxia och familjen björnspinnare. Inga underarter finns listade i Catalogue of Life.